# Церква святого архістратига Михаїла (Посухів)
Церква святого архістратига Михаїла в Посухові — однойменні парафії і храми греко-католицької та православної громад у селі Посухів Тернопільського району Тернопільської области.
Давній кам'яний храм оголошений пам'яткою архітектури місцевого значення.

## Історія парафій

### ПЦУ
Храм був збудований у 1928 році. У період з 1960 до 1989 року він був закритий радянською владою.
У травні 2015 року парафія УАПЦ перейшла до складу УПЦ КП, яка пізніше увійшла до Православної церкви України (ПЦУ).
Парохи:
- о. Тарас Зоренний — нині[3].

### УГКЦ
Парафія була утворена у 1992 році, а будівництво храму завершили у 2010 році. Архітектором виступив Василь Пупко.
Храм збудували на пожертви владики Василія Семенюка та вірян із села, Тернополя, Бережан і Львова. 18 жовтня 2010 року правлячий архієрей Тернопільсько-Зборівської єпархії владика Василій Семенюк освятив храм і здійснив єпископську візитацію.
При парафії діють Марійська дружина та спільнота «Матері в молитві». На території парафії встановлено фігуру Матері Божої.
Парохи:
- о. Василь Онишук (з 2010).